# Wodzierady (gromada)
Wodzierady – dawna gromada, czyli najmniejsza jednostka podziału terytorialnego Polskiej Rzeczypospolitej Ludowej w latach 1954–1972.
Gromady, z gromadzkimi radami narodowymi (GRN) jako organami władzy najniższego stopnia na wsi, funkcjonowały od reformy reorganizującej administrację wiejską przeprowadzonej jesienią 1954 do momentu ich zniesienia z dniem 1 stycznia 1973, tym samym wypierając organizację gminną w latach 1954–1972.
Gromadę Wodzierady siedzibą GRN w Wodzieradach utworzono – jako jedną z 8759 gromad na obszarze Polski – w powiecie łaskim w woj. łódzkim, na mocy uchwały nr 31/54 WRN w Łodzi z dnia 4 października 1954. W skład jednostki weszły obszary dotychczasowych gromad Leśnica, Nowy Świat, Wodzierady i Józefów (z wyłączeniem wsi Ludowinka) ze zniesionej gminy Wodzierady oraz obszar dotychczasowej gromady Magdalenów wraz z przysiółkiem Mikołajewice Poduchowne z dotychczasowej gromady Mikołajewice Kolonia ze zniesionej gminy Lutomiersk w tymże powiecie. Dla gromady ustalono 10 członków gromadzkiej rady narodowej.
31 grudnia 1959 do gromady Wodzierady przyłączono obszar zniesionej gromady Chorzeszów.
Gromada przetrwała do końca 1972 roku, czyli do kolejnej reformy gminnej. 1 stycznia 1973 reaktywowano gminę Wodzierady.